# Bentpath

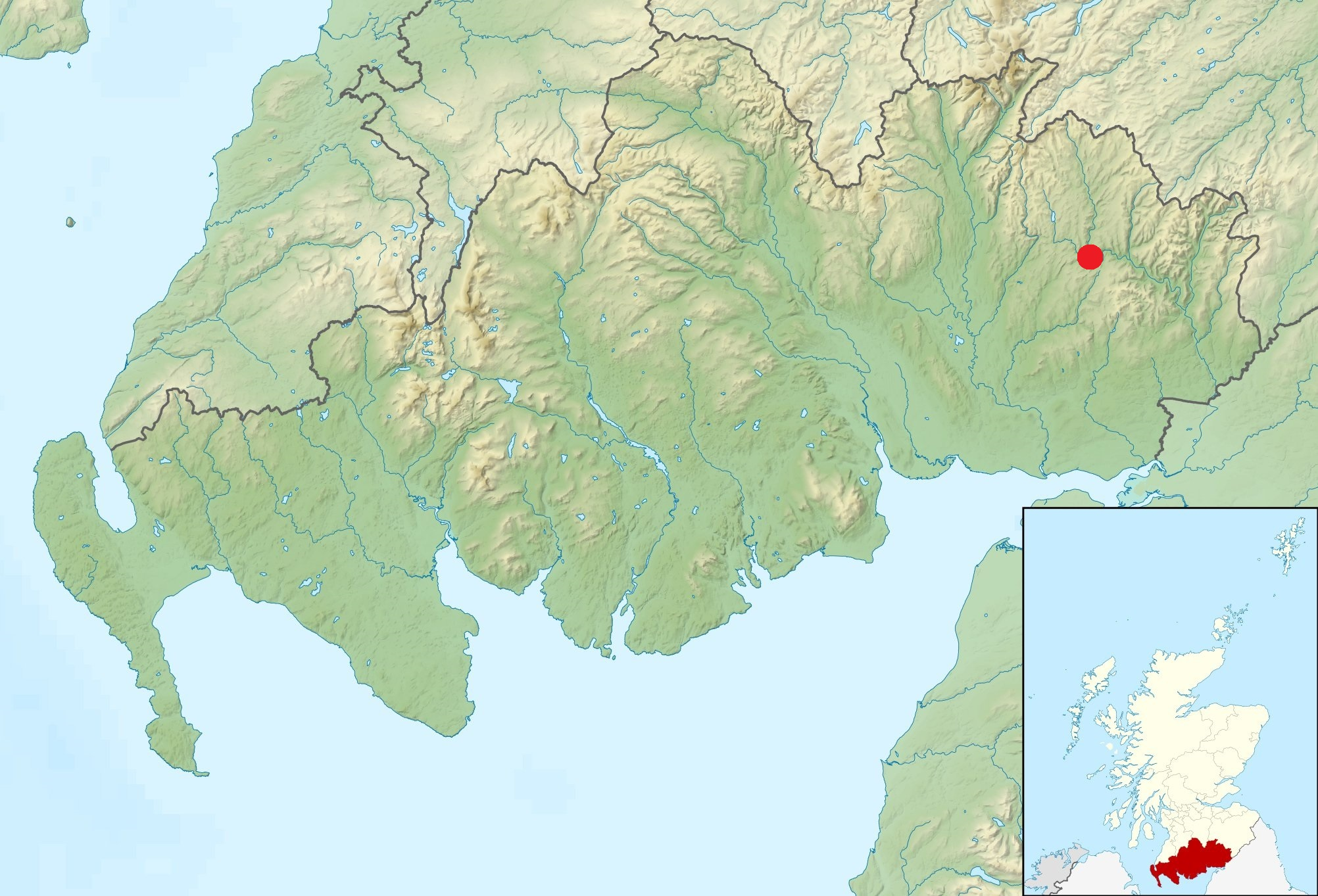
Bentpath dins Dumfries i Galloway

Bentpath és un petit poble muntanyenc entre Eskdalemuir i Langholm al sud d'Escòcia, al costat del riu Esk. A Bentpath hi ha una biblioteca i una església.